# Thomas Gainsborough
Thomas Gainsborough (14. května 1727 (křest) Sudbury, Anglie – 2. srpna 1788, Londýn) byl jedním z nejvýznamnějších britských portrétistů a krajinářů 18. století. Portrétoval mnoho známých osobností své doby, například anglického krále Jiřího III. Ve své době patřil mezi přední, oblíbené a žádané portrétisty.

## Život a dílo
Narodil se 14. května 1727 v Sudbury (hrabství Suffolk) jako nejmladší z devíti dětí obchodníka s látkami a výrobce vlněného zboží. Již v dětství projevoval zájem o kreslení, proto jej otec v roce 1740 poslal do Londýna, aby zde studoval malířství. Byl žákem Huberta-Françoise Gravelota a Francise Haymana, kteří tvořili ve stylu francouzského rokokového malířství.  Působili na něj také holandští krajináři 17. století. Již v 21 letech byl pozván, aby vystavoval ve Foundling Hospital.
V roce 1746 se oženil s nemanželskou dcerou vévody z Beaufortu, která pobírala roční rentu 200 liber šterlinků. Měl s ní 2 dcery: Mary (1748) a Margaret (1752). Jejich podobizny patří k nejintimnějším malířovým pracím.
V roce 1750 se po otcově smrti vrátil do rodného města a v  letech 1755–1759 působil v Ipswichi jako samostatný umělec. Roku 1759 se přestěhoval do Bathu, stal se portrétistou vznešené anglické společnosti, maloval aristokraty, ale i intimní portréty svých přátel, herců a hudebníků. Přešel k obrazům větších rozměrů, na nichž zachytil módní eleganci tehdejší společnosti.  V Bathu vznikl v roce 1770 jeden z jeho nejznámějších obrazů Modrý chlapec. Stal se vyhledávaným malířem, ceny jeho obrazů mu umožnily finančně zabezpečit rodinu.
V šedesátých letech 18. století stoupl jeho zájem o světelné efekty, hra světla na látkách je ukázkou jeho mistrovství. Rád používal umělé světlo, maloval při svíčkách. V sedmdesátých letech často maloval krajiny, venkovské výjevy a různé přírodní úkazy. Venkovské scény, ve kterých do popředí stavěl velké figury, byly námětem jeho obrazů i v dalších letech. Spojení portrétu s krajinomalbou je pro jeho tvorbu charakteristické.  Zkoušel i nové techniky. Používal zrcátka, kameny, korek, uhlí, lišejníky, sušené rostliny, houbu a křídy. Maloval velmi dlouhým štětcem. Pro dosažení různých účinků, například jemnosti pleti, používal různé způsoby tahů štětcem.
V roce 1768 se Gainsborough stal jedním ze zakládajících členů Královské akademie. Od roku 1774 žil v Londýně.  Nejdříve dostával málo zakázek, jeho postavení se však upevnilo, když si svým portrétním uměním získal přízeň krále Jiřího III. Byl nadšeným amatérským hudebníkem, jeho oblíbeným nástrojem byla viola da gamba. Ve svém domě pořádal koncerty se svými přáteli a stýkal se mnohými hudebníky z různých zemí. Svědčí o tom portréty skladatelů Johanna Christiana Bacha, Carla Fridricha Abela či Johanna Carla Christiana Fischera, který se stal manželem jeho dcery Mary.
V roce 1784 měl neshody s akademií při rozvěšování jeho obrazů na pravidelných výstavách, proto ke konci života vystavoval jen ve vlastním domě.
Vedle Reynoldse patří mezi nejpřednější anglické malíře 18. století a nejvyhledávanější portrétisty anglické šlechty, spojuje vandyckovskou tradici s vlivem rokoka. Bezprostřední poměr k přírodě projevil ve svých krajinách, zvláště ve svých akvarelech, jimiž předjímal krajinářství 19. století. Během života Gainsborough namaloval více než pět set obrazů, z toho asi dvě stě portrétů. Je autorem nejméně osmnácti rytin a tří akvatint. V roce 1787 namaloval svoji poslední vlastní podobiznu.
Zemřel na rakovinu 2. srpna 1788 v Londýně. V jeho rodném domě v Sudbury je dnes muzeum věnované Gainsboroughovi - jeho životu a tvorbě.
Inspiraci z jeho díla čerpal anglický fotograf James Booker Blakemore Wellington.

## Galerie

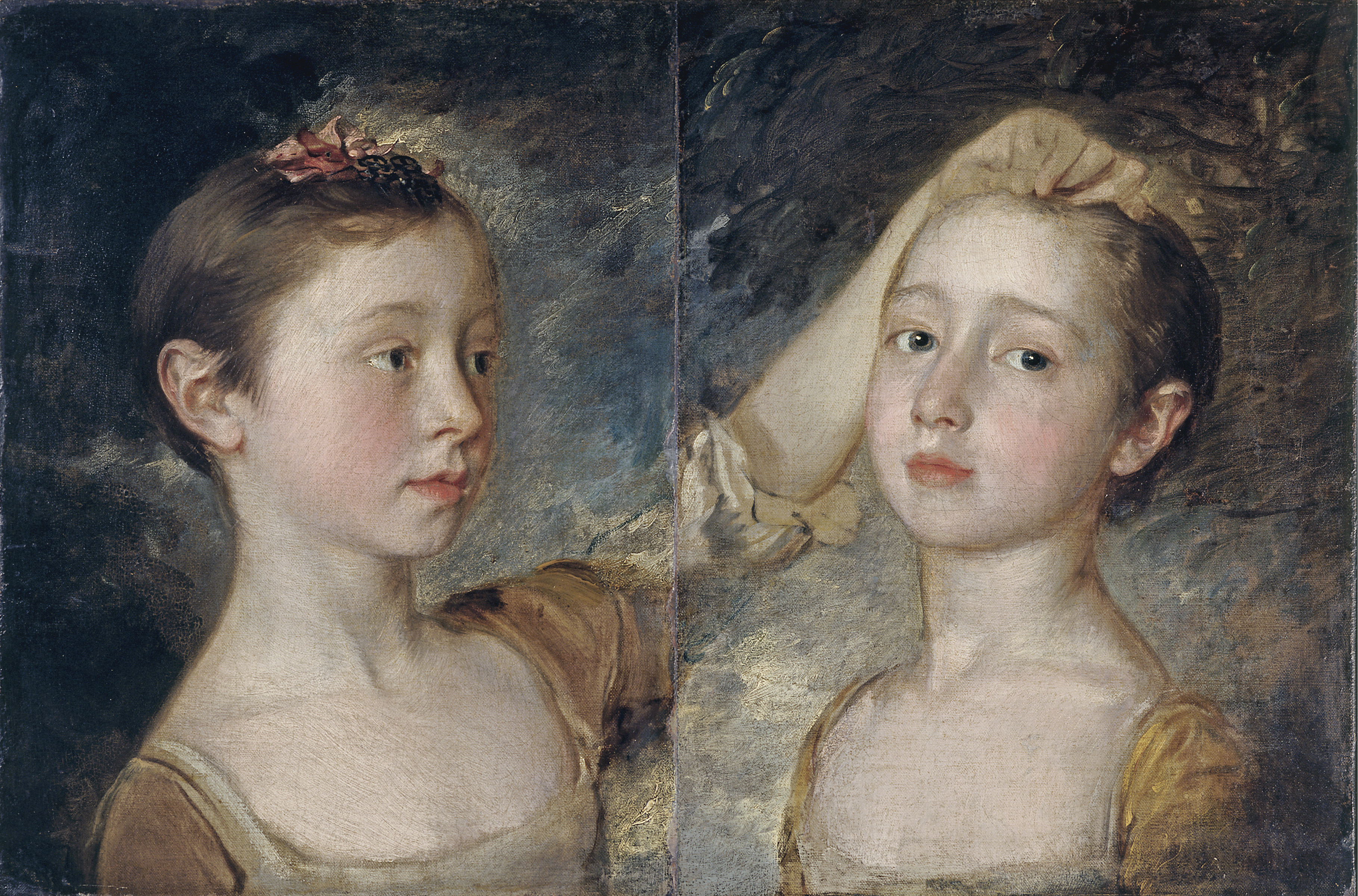
Portrét umělcových dcer Mary a Margaret (asi 1758)
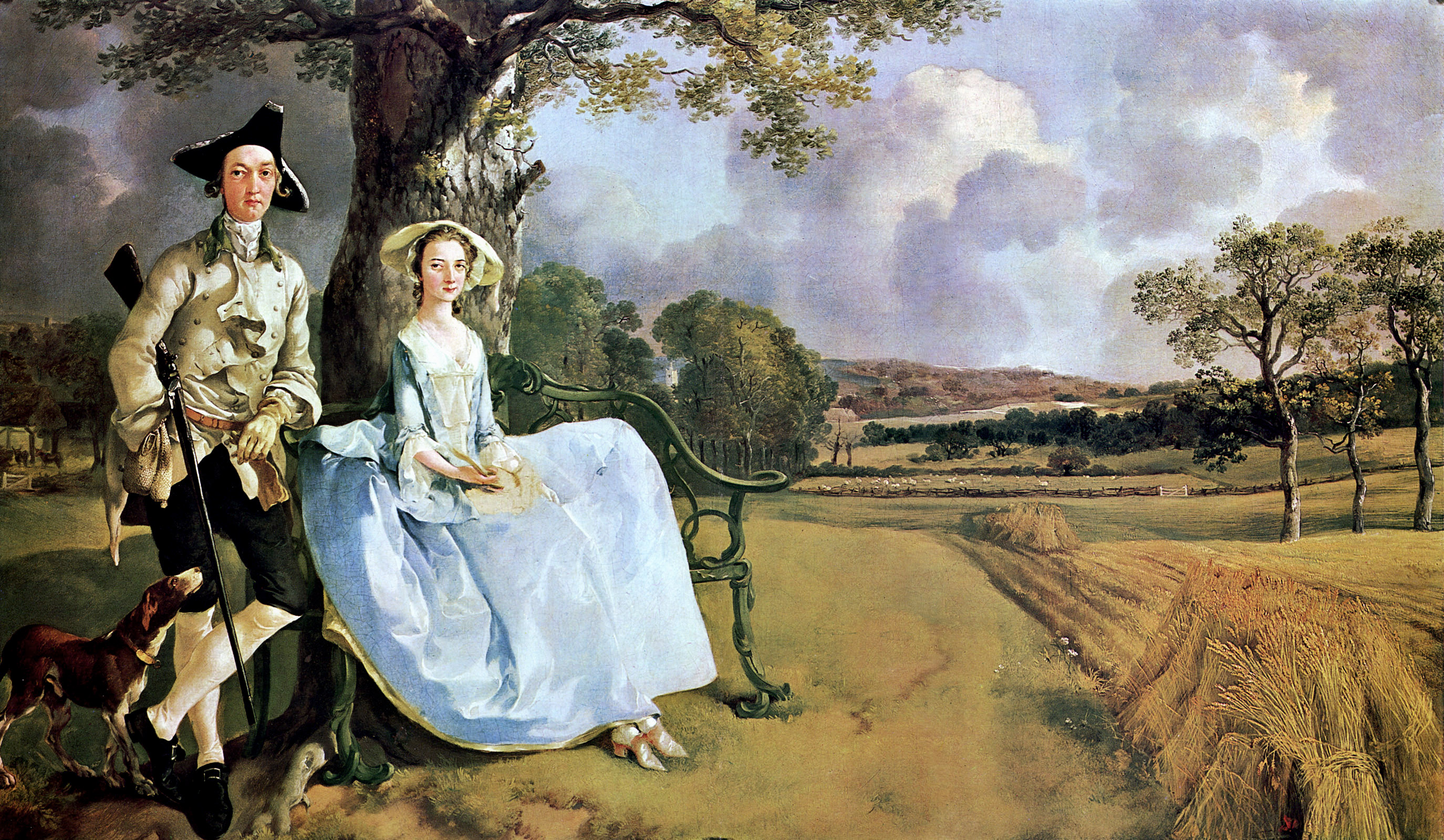
Pán a paní Andrewsovi (asi 1750)
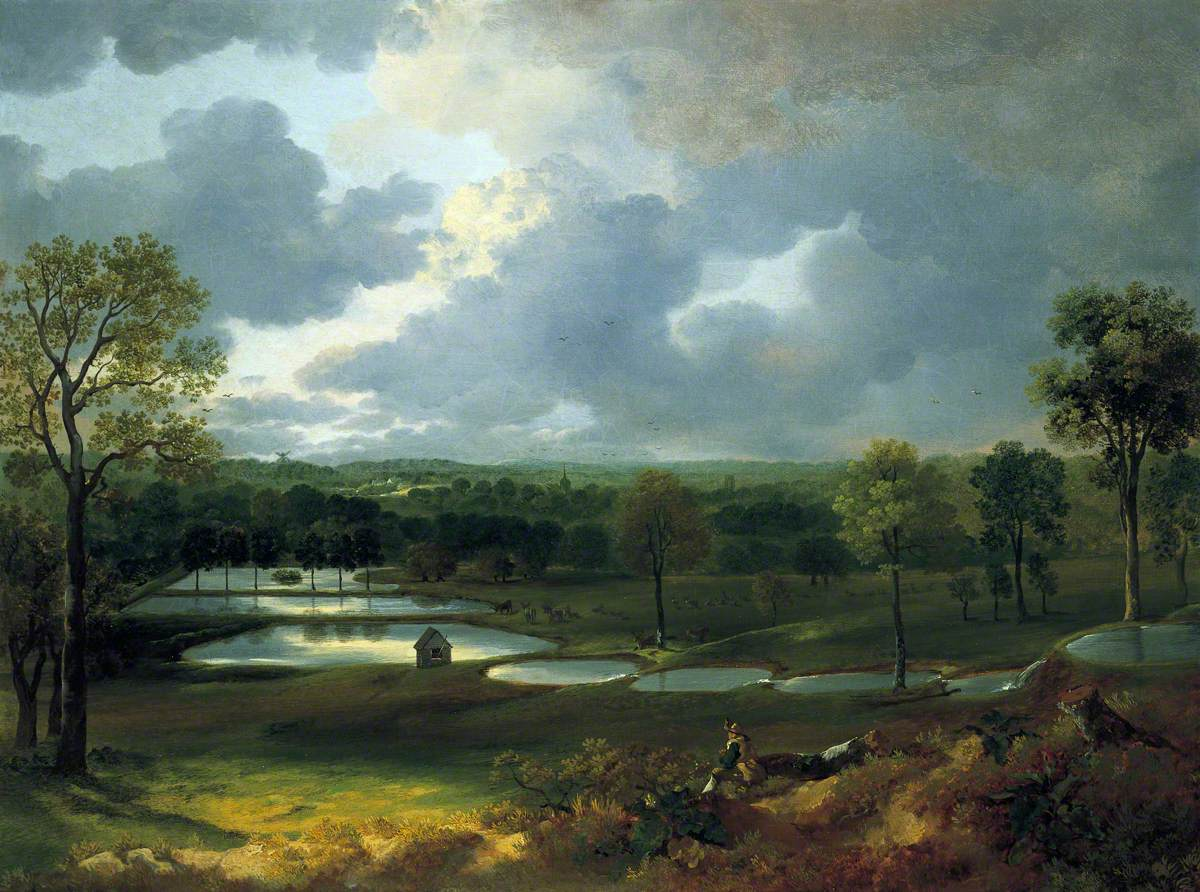
Park Hollywells (asi 1750)
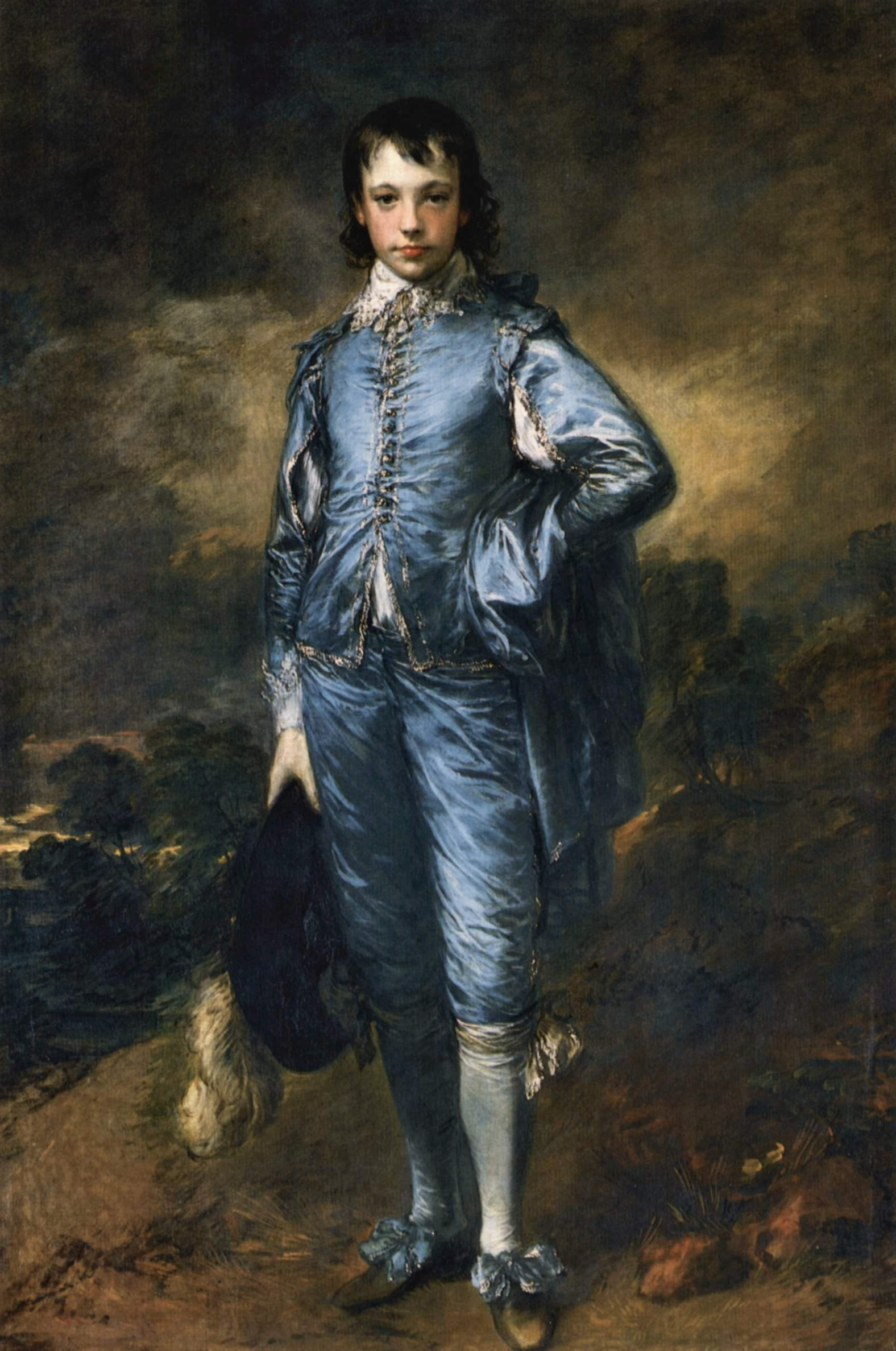
Modrý chlapec (1770)
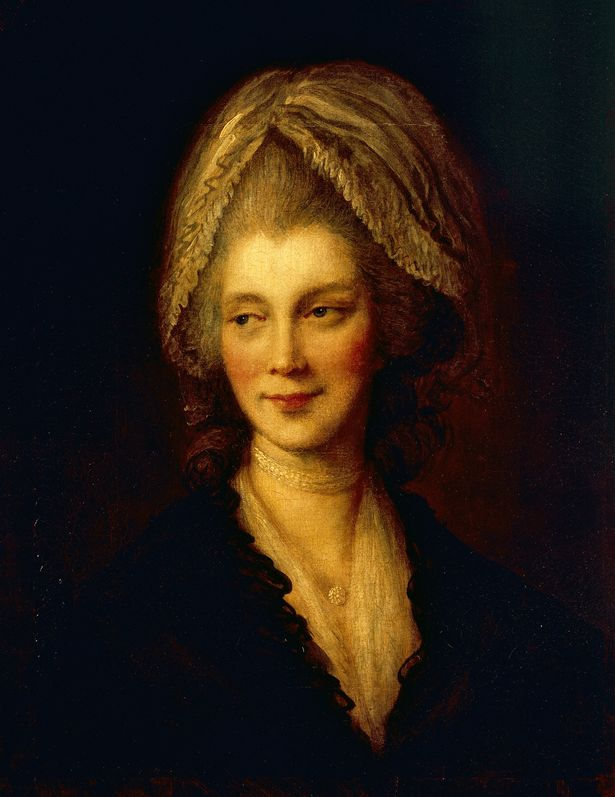
Anglická královna Charlotte (1781)
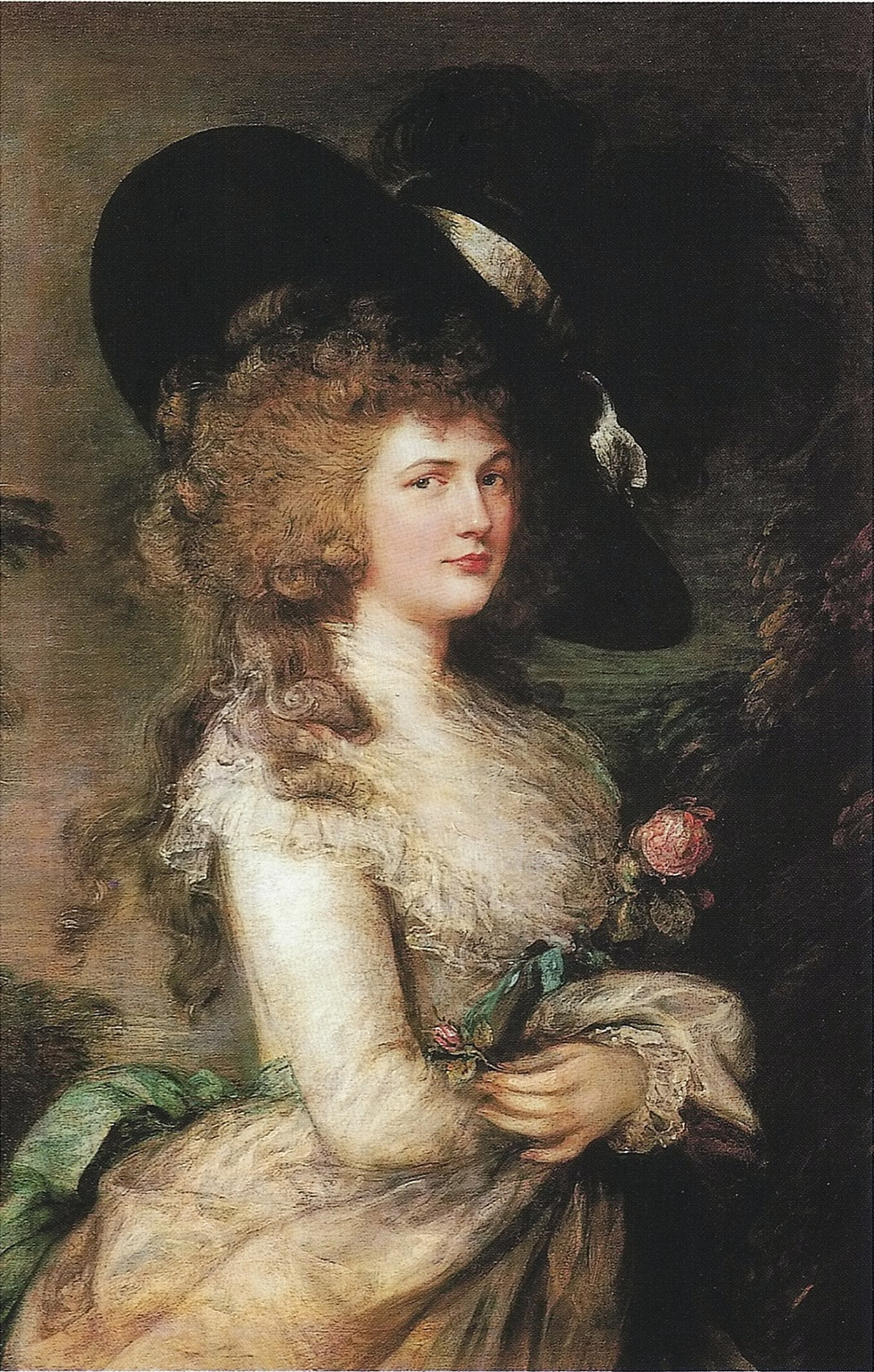
Georgiana, vévodkyně z Devonshiru
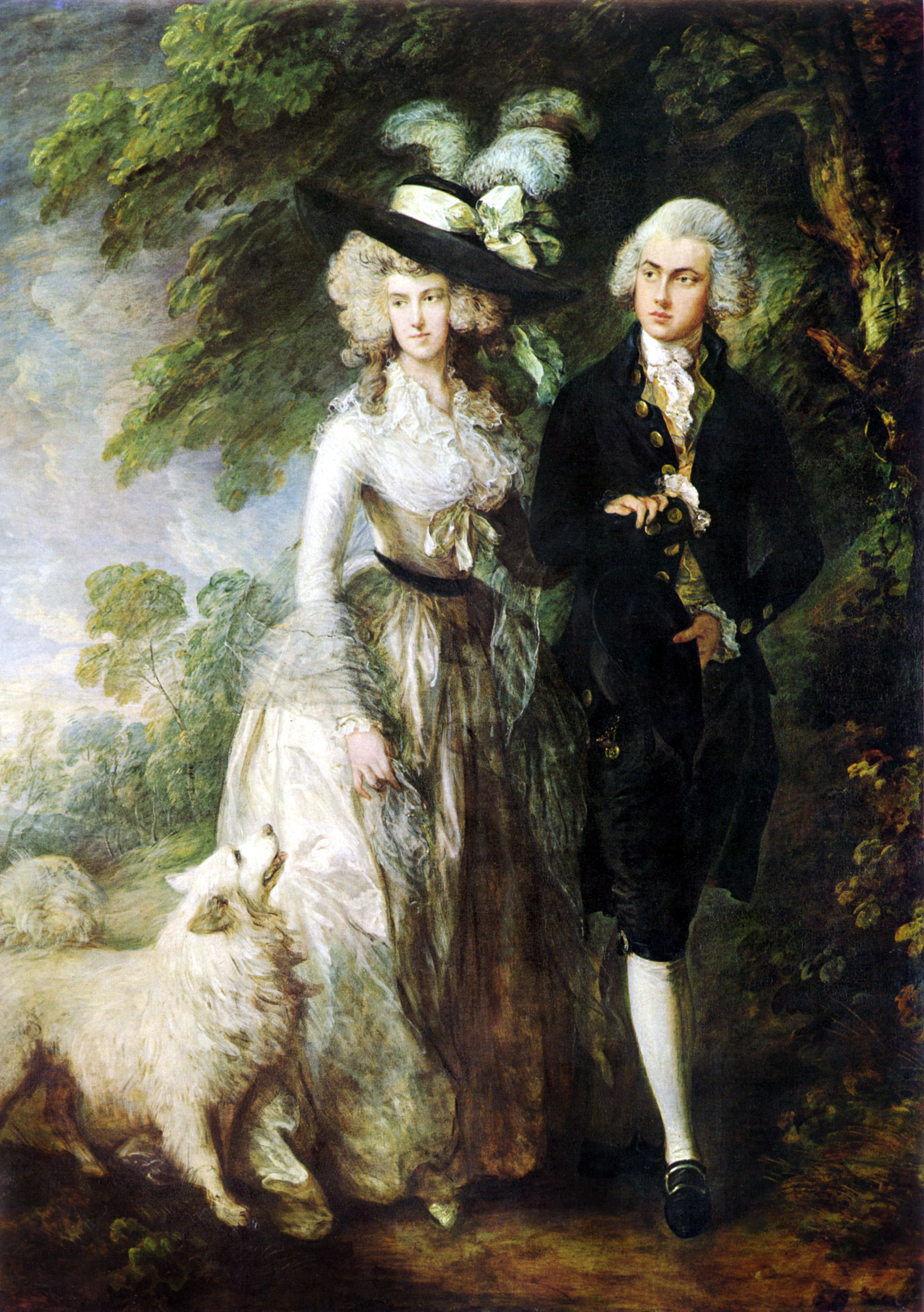
Ranní procházka – pán a paní Hallettovi (1785)
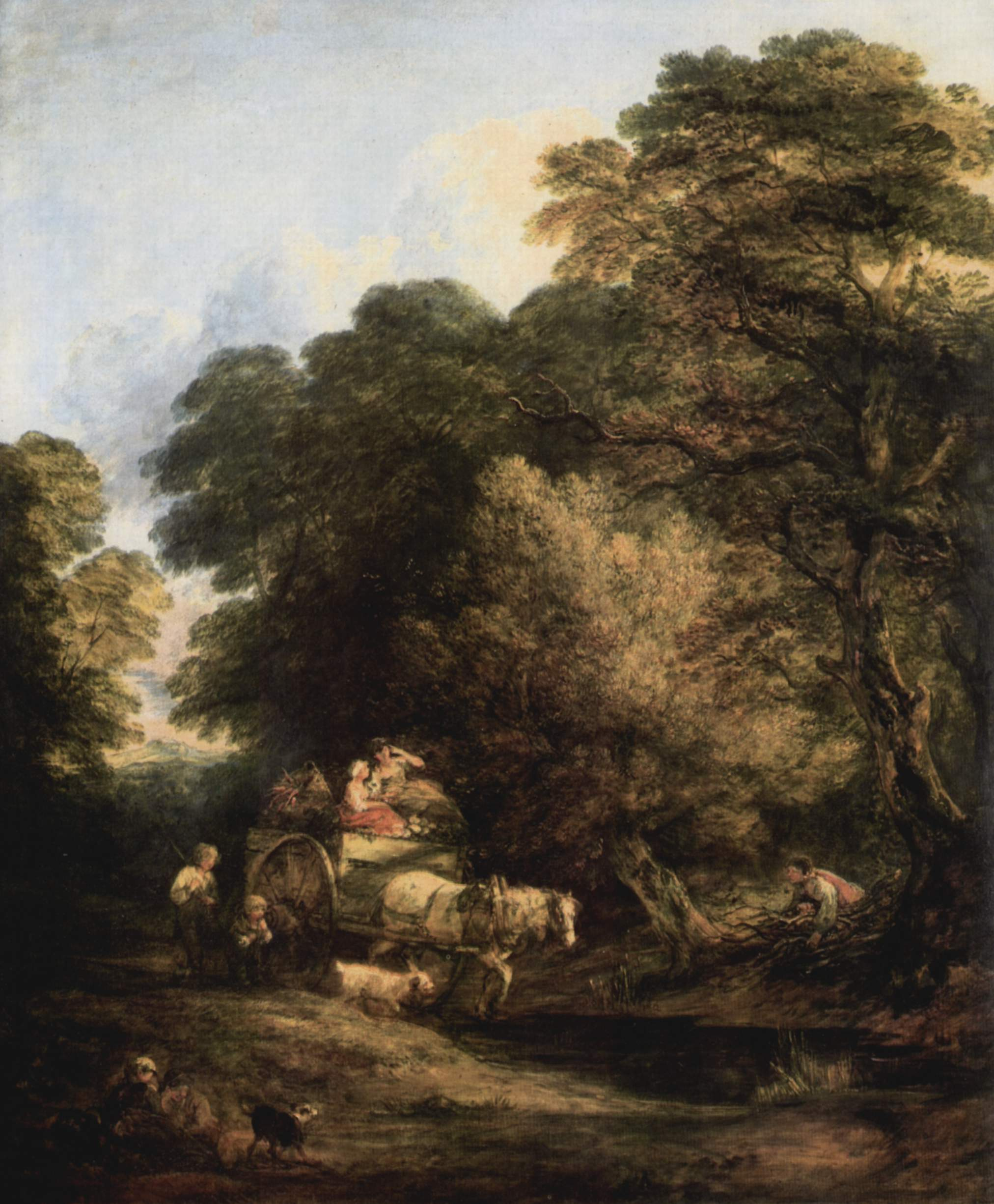
Cesta na trh (1786–1787)